# Katedralen i Požega

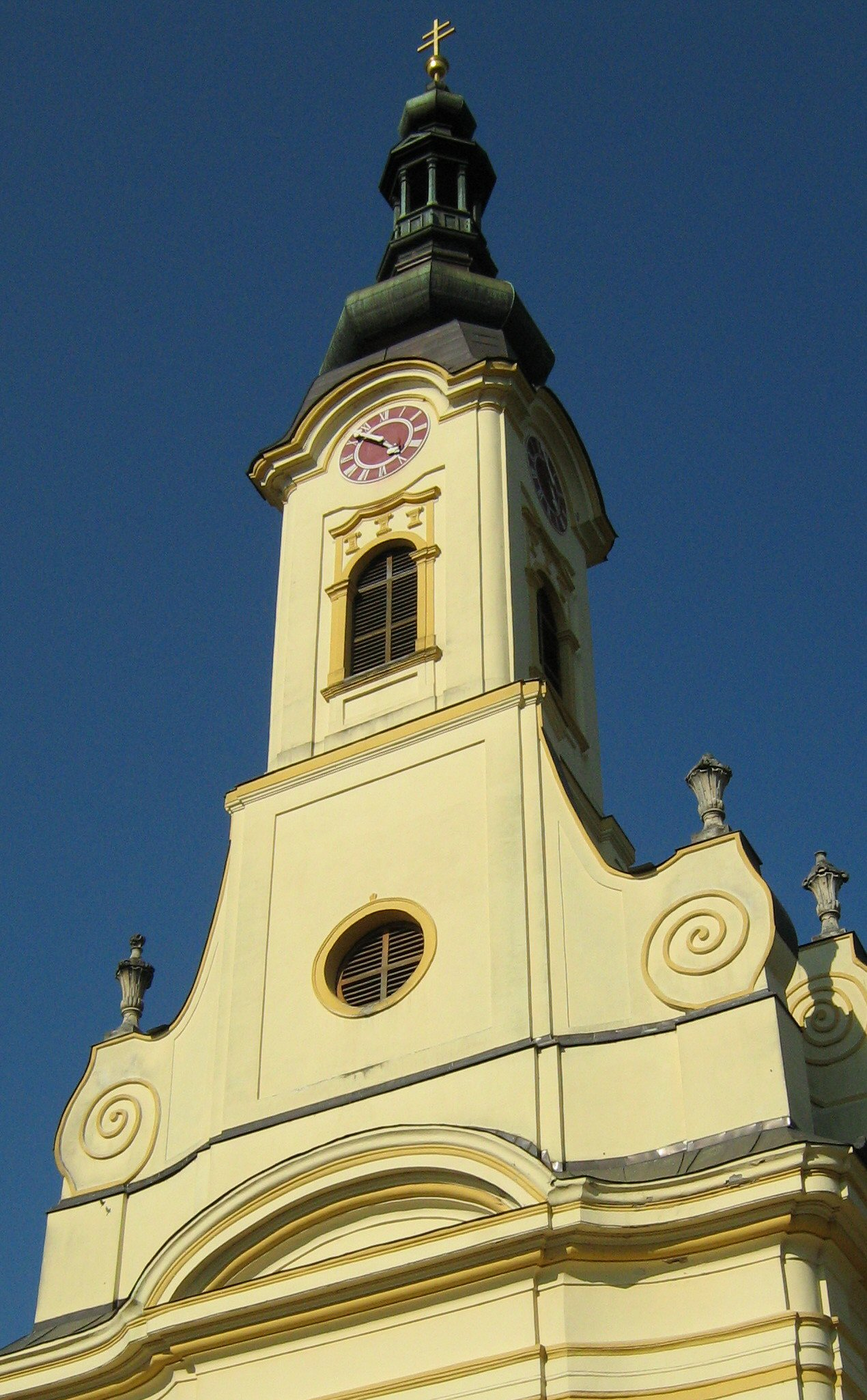
Kyrkotornet till katedralen i Požega.

Katedralen i Požega är en katedral i staden Požega och blev ett biskopssäte inom den romersk-katolska kyrkan i Kroatien 1997. Katedralen är tillägnad helgonet Teresa av Ávila och är utförd i barockstil.
Katedralen bekostades av Zagrebs biskop Franjo Thauszy med 80 000 forinter som ursprungligen var avsedda för Požegas fästning, som vid den tiden ägdes av biskop Thauszy. Projektet stöttades av kejsarinnan Maria Teresia av Österrike och byggandet påbörjades den 28 juni 1756. Byggnadstiden var sju år och biskop Thauszy invigde den nya kyrkan den 24 juli 1763.